# Deutschsprachige SAP-Anwendergruppe

Logo

Die Deutschsprachige SAP-Anwendergruppe e. V. (DSAG) ist ein 1997 gegründeter Verein mit Sitz in Walldorf. Mitglieder aus über 3.800 Kundenunternehmen des Softwareherstellers SAP gehören dem Verein an, in Deutschland, Österreich und der Schweiz (DACH). Organisiert ist der Industrieverband in 200 Arbeitskreisen und -gruppen.

## Struktur
Die Organe und Untergliederungen des Vereins sind
- Mitgliederversammlung
- Vereinsvorstand
- Fachvorstände
- Fachbeiräte
- Arbeitskreise und Arbeitsgruppen[1]

Vorsitzender ist seit dem Jahr 2020 Jens Hungershausen.
Der Vereinsvorstand ist für die strategische Zusammenarbeit mit anderen SAP-Anwendergruppen und mit SAP sowie mit weiteren Kooperationspartnern und Verbänden zuständig.
Der Fachvorstand vertritt die Ergebnisse der Verbandsarbeit gegenüber dem SAP-Management und setzt diese durch. Er repräsentiert die DSAG gegenüber Mitgliedsfirmen, SAP oder Dritten. Gleichzeitig pflegt er den Kontakt zu SAP-Vorstand/-Management und Dritten.
Innerhalb des CIO-Beirats identifizieren, bündeln und formulieren SAP-Experten Themen von strategischer Bedeutung aus Sicht der über 600 in der DSAG organisierten IT-Entscheider und -Entscheiderinnen im CIO-Kreis.
Die DSAG-Geschäftsstelle organisiert und betreut die Arbeitskreise sowie Veranstaltungen, treibt fachliche Themen und bearbeitet zentrale Anfragen. Sie kümmert sich um die Mitgliederverwaltung und -kommunikation, das Marketing sowie die Pressearbeit.
Die Arbeitskreise und -gruppen werden auf Antrag der Mitglieder durch die Geschäftsstelle in Abstimmung mit dem Fachvorstand eingerichtet. Sie werden bei fehlendem Bedarf wieder aufgelöst.
Im Jahr 2023 ist die DSAG in mehr als 200 Arbeitskreisen und -gruppen organisiert, die sich inhaltlich nach den Branchenlösungen, Prozessen und zentralen technischen Aspekten der SAP-Software ausrichten. Vertreten in den Gremien sind Personen aus mehr als 3.800 Mitgliedsunternehmen.
Einmal jährlich findet der DSAG-Jahreskongress mit über 5.000 Teilnehmern statt.
Daneben zählen die DSAG-Technologietage zu den wichtigsten Veranstaltungen für den Wissenstransfer von Technologen und Technologieinteressierten und den Trends rund um SAP im Technologiebereich.
Im Juni 2022 fanden erstmals die DSAG-Personaltage in Kooperation mit der International Association for SAP Partners e.V. (IA4SP) in Berlin statt.
Ziel der DSAG ist die partnerschaftliche Interessenabstimmung und Zusammenarbeit zwischen SAP-Anwendern, SAP und Dritten zum Zweck des Ausbaus und der Verbesserung der SAP-Software-Produkte, insbesondere:
- Austausch von Informationen über SAP-Systemeinführungen und den praktischen Einsatz von SAP-Produkten
- Verstärkte Einflussnahme auf die SAP-Softwareentwicklung nach den Erfordernissen der DSAG-Mitglieder
- Einflussnahme auf die SAP-Servicefunktionen
- Funktionsausweitung und -verbesserung der SAP-Software
- Schnittstellenabstimmung (sowohl SAP-interne Schnittstellen als auch SAP-externe Schnittstellen)
- Informationsforum zur SAP-Planungsstrategie
- Informationstransfer der SAP-Anwendern untereinander, mit SAP und mit anderen Arbeitskreisen / Arbeitsgruppen
- Lizenzmodelle[13]

## Mitgliedschaft
Mitglied in der DSAG können Unternehmen, Institutionen und Behörden werden, die SAP-Software einsetzen. Weiterhin können Beratungshäuser, die Services und Dienstleistungen für SAP-Kunden anbieten, Mitglied werden, unterliegen aber einem strengen Kodex.

## Internationales
Die DSAG ist nach eigenen Angaben eine der größten und einflussreichsten SAP-Anwendergruppe weltweit. Ähnliche Zusammenschlüsse gibt es ebenfalls in den USA (Americas SAP Users' Group, ASUG), Australien (SAP Australian User Group, SAUG), Großbritannien (SAP UK & Ireland User Group), Schweden, Niederlande, Italien, Schweiz, Spanien und anderen Ländern.

## Wirken und Einfluss
Zentral für das Vorgehen der DSAG sind die Sitzungen der einzelnen Arbeitskreise und -gruppen. In diesen berichten die Kundenvertreter von aktuellen Problemen mit den SAP-Lösungen ebenso wie über neue Funktionalitäten, die aus ihrer Sicht sinnvolle zukünftige Erweiterungen darstellen würden. Gemeinsam arbeiten sie an Leitfäden und Positionspapieren, profitieren von den Erfahrungen von CIOs, Geschäftsführern, IT- oder Fachmitarbeitenden.

## Kritik
In der Vergangenheit wurde der DSAG zum Teil vorgeworfen, nicht ausreichend Distanz zum SAP-Konzern zu wahren. Diese Wahrnehmung hat sich in den vergangenen Jahren jedoch gewandelt, so berichten zahlreiche Medien von der DSAG als „einer unabhängigen Interessengruppe“ oder als „wichtigem Ansprechpartner“ für SAP.